# André Maranne
André Gaston Maillol dit André Maranne (parfois orthographié Andre Marrane), né le 14 mai 1926 à Toulouse (France) et mort le 12 avril 2021 à Brighton[réf. nécessaire] (Royaume-Uni), est un acteur franco-britannique.

## Biographie
Travaillant essentiellement en Grande-Bretagne, où on lui attribue tout naturellement des rôles de Français à l'accent très fort, il se fait surtout remarquer pour sa participation régulière, aux côtés de Peter Sellers et Herbert Lom, dans la série de films La Panthère rose, lancée par Blake Edwards, où il tient, à six occasions, le rôle du sergent François Chevalier.
Par ailleurs cantonné à de courtes apparitions, on le reconnaît notamment dans Les Mutinés du Téméraire (1962) de Lewis Gilbert, La Bataille d'Angleterre (1969) de Guy Hamilton ou dans Darling Lili (1970) de Blake Edwards. Il fait également de fréquentes apparitions à la télévision dans des séries populaires telles que Le Saint (1963), Doctor Who (1967), L'Hôtel en folie (Fawlty Towers) (1975) et, plus récemment, KYTV (1990).
Dans les années 1960, André Maranne anime une émission d'apprentissage de la langue française à la BBC appelée Bonjour Françoise.
Il se retire de son activité de comédien en 1991 et vivait depuis 2017 à Brighton, jusqu'à son décès. L'annonce de son décès a été rendue publique tardivement.

## Filmographie

### Cinéma
- 1956 : Port Afrique de Rudolph Maté
- 1956 : Qui perd gagne de Ken Annakin
- 1958 : Agent secret S.Z. de Lewis Gilbert
- 1958 : L'habit fait le moine de Charles Crichton
- 1958 : Le Point de chute de John Paddy Carstairs
- 1959 : Behemoth the Sea Monster de Eugène Lourié
- 1960 : A French Mistress de John Boulting
- 1961 : Un si bel été de Lewis Gilbert
- 1962 : Les Mutinés du Téméraire de Lewis Gilbert
- 1962 : L'Homme qui aimait la guerre de Philip Leacock
- 1964 : Quand l'inspecteur s'emmêle de Blake Edwards
- 1965 : Opération Tonnerre de Terence Young
- 1967 : The Terrornauts de Montgomery Tully
- 1968 : La Motocyclette de Jack Cardiff
- 1968 : Duffy, le renard de Tanger de Robert Parrish
- 1969 : La Bataille d'Angleterre de Guy Hamilton
- 1970 : Darling Lili de Blake Edwards
- 1973 : Bequest to the Nation de James Cellan Jones
- 1974 : Paul et Michèle de Lewis Gilbert
- 1974 : Gold de Peter Hunt
- 1975 : Le Retour de la Panthère rose de Blake Edwards
- 1976 : Quand la Panthère rose s'emmêle de Blake Edwards
- 1978 : La Malédiction de la Panthère rose de Blake Edwards
- 1979 : The London Connection de Robert Clouse
- 1981 : Rise and Fall of Idi Amin de Sharad Patel
- 1982 : À la recherche de la Panthère rose de Blake Edwards
- 1983 : L'Héritier de la Panthère rose de Blake Edwards
- 1984 : Le Fil du rasoir de John Byrum
- 1985 : Les Débiles de l'espace de Mike Hodges
- 1985 : Plenty de Fred Schepisi

### Télévision

#### Téléfilms
- 1979 : S.O.S. Titanic de William Hale
- 1979 : Suez 1956 de Michael Darlow
- 1979 : Churchill and the Generals de Alan Gibson
- 1989 : Un Français libre de Jim Goddard
- 1989 : Un conte des deux villes de Philippe Monnier

#### Séries télévisées
- 1963 : Le Saint : Les Artistes de la fraude (saison 2 épisode 14) : Louis
- 1963 : Le Saint : Le Cambriolage (saison 2 épisode 15) : Radio Operator
- 1967 : Doctor Who : The Moonbase (saison 4, épisode 6) : Benoit
- 1973 : Les Mystères d'Orson Welles : The Inspiration of Mr. Budd
- 1975 : L'Hôtel en folie : Gourmet Night
- 1984 : Les Enquêtes de Remington Steele : Steele at It
- 1990 : KYTV : Marcel